# Memphis Open
Memphis Open, dawniej U.S. National Indoor Tennis Championships, Regions Morgan Keegan Championships & Memphis International – rozgrywany na kortach twardych w amerykańskim Memphis w stanie Tennessee męski turniej ATP World Tour 250 zaliczany do cyklu ATP World Tour, a w przeszłości także kobiecy turniej tenisowy kategorii WTA International Series zaliczany do cyklu WTA Tour. Panowie grali w latach 1975–2017. Zawody kobiet w latach 1986–2001 były rozgrywane w Oklahoma City, a w latach 2002–2013 w Memphis.
W 2013 roku zadecydowano o przeniesieniu turnieju kobiecego do Rio de Janeiro. Męskie zawody pozostały w Memphis, ale ranga zawodów zmalała z ATP World Tour 500 na ATP World Tour 250. W 2017 odbyła się ostatnia edycja turnieju, a zawody męskie przeniesiono do Nowego Jorku.

## Mecze finałowe

### gra pojedyncza mężczyzn
| Rok  | Zwycięzca          | Finalista            | Wynik                |
| 2017 | Ryan Harrison      | Nikoloz Basilaszwili | 6:1, 6:4             |
| 2016 | Kei Nishikori      | Taylor Fritz         | 6:4, 6:4             |
| 2015 | Kei Nishikori      | Kevin Anderson       | 6:4, 6:4             |
| 2014 | Kei Nishikori      | Ivo Karlović         | 6:4, 7:6(0)          |
| 2013 | Kei Nishikori      | Feliciano López      | 6:2, 6:3             |
| 2012 | Jürgen Melzer      | Milos Raonic         | 7:5, 7:6(4)          |
| 2011 | Andy Roddick       | Milos Raonic         | 7:6(7), 6:7(11), 7:5 |
| 2010 | Sam Querrey        | John Isner           | 6:7(3), 7:6(5), 6:3  |
| 2009 | Andy Roddick       | Radek Štěpánek       | 7:5, 7:5             |
| 2008 | Steve Darcis       | Robin Söderling      | 6:3, 7:6(5)          |
| 2007 | Tommy Haas         | Andy Roddick         | 6:3, 6:2             |
| 2006 | Tommy Haas         | Robin Söderling      | 6:3, 6:2             |
| 2005 | Kenneth Carlsen    | Maks Mirny           | 7:5, 7:5             |
| 2004 | Joachim Johansson  | Nicolas Kiefer       | 7:6(5), 6:3          |
| 2003 | Taylor Dent        | Andy Roddick         | 6:1, 6:4             |
| 2002 | Andy Roddick       | James Blake          | 6:4, 3:6, 7:5        |
| 2001 | Mark Philippoussis | Davide Sanguinetti   | 6:3, 6:7(7), 6:3     |
| 2000 | Magnus Larsson     | Byron Black          | 6:2, 1:6, 6:3        |
| 1999 | Tommy Haas         | Jim Courier          | 6:4, 6:1             |
| 1998 | Mark Philippoussis | Michael Chang        | 6:3, 6:2             |
| 1997 | Michael Chang      | Todd Woodbridge      | 6:3, 6:4             |
| 1996 | Pete Sampras       | Todd Martin          | 6:4, 7:6(2)          |
| 1995 | Todd Martin        | Paul Haarhuis        | 7:6(2), 6:4          |
| 1994 | Todd Martin        | Brad Gilbert         | 6:4, 7:5             |
| 1993 | Jim Courier        | Todd Martin          | 5:7, 7:6(4), 7:6(4)  |
| 1992 | MaliVai Washington | Wayne Ferreira       | 6:3, 6:2             |
| 1991 | Ivan Lendl         | Michael Stich        | 7:5, 6:3             |
| 1990 | Michael Stich      | Wally Masur          | 6:7, 6:4, 7:6        |
| 1989 | Brad Gilbert       | Johan Kriek          | 6:2, 6:2, krecz      |
| 1988 | Andre Agassi       | Mikael Pernfors      | 6:4, 6:4, 7:5        |
| 1987 | Stefan Edberg      | Jimmy Connors        | 6:3, 2:1 krecz       |
| 1986 | Brad Gilbert       | Stefan Edberg        | 7:5, 7:6             |
| 1985 | Stefan Edberg      | Yannick Noah         | 6:1, 6:0             |
| 1984 | Jimmy Connors      | Henri Leconte        | 6:3, 4:6, 7:5        |
| 1983 | Jimmy Connors      | Gene Mayer           | 7:5, 6:0             |
| 1982 | Johan Kriek        | John McEnroe         | 6:3, 3:6, 6:4        |
| 1981 | Gene Mayer         | Roscoe Tanner        | 6:2, 6:4             |
| 1980 | John McEnroe       | Jimmy Connors        | 7:6, 7:6             |
| 1979 | Jimmy Connors      | Arthur Ashe          | 6:4, 5:7, 6:3        |
| 1978 | Jimmy Connors      | Tim Gullikson        | 7:6, 6:3             |
| 1977 | Björn Borg         | Brian Gottfried      | 6:4, 6:3, 4:6, 7:5   |
| 1976 | Vijay Amritraj     | Stan Smith           | 6:2, 0:6, 6:0        |
| 1975 | Harold Solomon     | Jiří Hřebec          | 2:6, 6:1, 6:4        |

### gra pojedyncza kobiet
| Rok  | Zwyciężczyni         | Finalistka          | Wynik            |
| 2013 | Marina Erakovic      | Sabine Lisicki      | 6:1, krecz       |
| 2012 | Sofia Arvidsson      | Marina Erakovic     | 6:3, 6:4         |
| 2011 | Magdaléna Rybáriková | Rebecca Marino      | 6:2, krecz       |
| 2010 | Marija Szarapowa     | Sofia Arvidsson     | 6:2, 6:1         |
| 2009 | Wiktoryja Azaranka   | Caroline Wozniacki  | 6:1, 6:3         |
| 2008 | Lindsay Davenport    | Wolha Hawarcowa     | 6:2, 6:1         |
| 2007 | Venus Williams       | Szachar Pe’er       | 6:1, 6:1         |
| 2006 | Sofia Arvidsson      | Marta Domachowska   | 6:2, 2:6, 6:3    |
| 2005 | Wiera Zwonariowa     | Meghann Shaughnessy | 7:6(3), 6:2      |
| 2004 | Wiera Zwonariowa     | Lisa Raymond        | 4:6, 6:4, 7:5    |
| 2003 | Lisa Raymond         | Amanda Coetzer      | 6:3, 6:2         |
| 2002 | Lisa Raymond         | Alexandra Stevenson | 4:6, 6:3, 7:6(9) |

### gra podwójna mężczyzn
| Rok  | Zwycięzcy                             | Finaliści                             | Wynik             |
| 2017 | Brian Baker Nikola Mektić             | Ryan Harrison Steve Johnson           | 6:3, 6:4          |
| 2016 | Mariusz Fyrstenberg Santiago González | Steve Johnson Sam Querrey             | 6:4, 6:4          |
| 2015 | Mariusz Fyrstenberg Santiago González | Artem Sitak Donald Young              | 5:7, 7:6(1), 10–8 |
| 2014 | Eric Butorac Raven Klaasen            | Bob Bryan Mike Bryan                  | 6:4, 6:4          |
| 2013 | Bob Bryan Mike Bryan                  | James Blake Jack Sock                 | 6:1, 6:2          |
| 2012 | Maks Mirny Daniel Nestor              | Ivan Dodig Marcelo Melo               | 4:6, 7:5, 10–7    |
| 2011 | Maks Mirny Daniel Nestor              | Eric Butorac Jean-Julien Rojer        | 6:2, 6:7(6), 10–3 |
| 2010 | John Isner Sam Querrey                | Ross Hutchins Jordan Kerr             | 6:4, 6:4          |
| 2009 | Mardy Fish Mark Knowles               | Travis Parrott Filip Polášek          | 7:6(5), 6:2       |
| 2008 | Mahesh Bhupathi Mark Knowles          | Sanchai Ratiwatana Sonchat Ratiwatana | 7:6(7), 6:1       |
| 2007 | Eric Butorac Jamie Murray             | Julian Knowle Jürgen Melzer           | 7:5, 6:3          |
| 2006 | Chris Haggard Ivo Karlović            | James Blake Mardy Fish                | 0:6, 7:5, 10–5    |
| 2005 | Simon Aspelin Todd Perry              | Bob Bryan Mike Bryan                  | 6:4, 6:4          |
| 2004 | Bob Bryan Mike Bryan                  | Jeff Coetzee Chris Haggard            | 6:3, 6:4          |
| 2003 | Mark Knowles Daniel Nestor            | Bob Bryan Mike Bryan                  | 6:2, 7:6          |
| 2002 | Brian MacPhie Nenad Zimonjić          | Bob Bryan Mike Bryan                  | 6:3, 3:6, 10–4    |
| 2001 | Bob Bryan Mike Bryan                  | Alex O’Brien Jonathan Stark           | 6:3, 7:6(3)       |
| 2000 | Justin Gimelstob Sébastien Lareau     | Jim Grabb Richey Reneberg             | 6:2, 6:4          |
| 1999 | Todd Woodbridge Mark Woodforde        | Alex O’Brien Sébastien Lareau         | 6:3, 6:4          |
| 1998 | Todd Woodbridge Mark Woodforde        | Ellis Ferreira David Roditi           | 6:3, 6:4          |
| 1997 | Ellis Ferreira Patrick Galbraith      | Rick Leach Jonathan Stark             | 6:3, 3:6, 6:1     |
| 1996 | Mark Knowles Daniel Nestor            | Todd Woodbridge Mark Woodforde        | 6:4, 7:5          |
| 1995 | Jared Palmer Richey Reneberg          | Tommy Ho Brett Steven                 | 4:6, 7:6, 6:1     |
| 1994 | Byron Black Jonathan Stark            | Jim Grabb Jared Palmer                | 7:6, 6:4          |
| 1993 | Todd Woodbridge Mark Woodforde        | Jacco Eltingh Paul Haarhuis           | 7:5, 6:3          |
| 1992 | Todd Woodbridge Mark Woodforde        | Kevin Curren Gary Muller              | 7:5, 4:6, 7:6     |
| 1991 | Michael Stich Udo Riglewski           | John Fitzgerald Laurie Warder         | 7:5, 6:3          |
| 1990 | Darren Cahill Mark Kratzmann          | Michael Stich Udo Riglewski           | 7:5, 6:2          |
| 1989 | Paul Annacone Christo van Rensburg    | Scott Davis Tim Wilkison              | 7:6, 6:7, 6:1     |
| 1988 | Kevin Curren David Pate               | Peter Lundgren Mikael Pernfors        | 6:2, 6:2          |
| 1987 | Anders Järryd Jonas Svensson          | Sergio Casal Emilio Sánchez           | 6:4, 6:2          |
| 1986 | Ken Flach Robert Seguso               | Guy Forget Anders Järryd              | 6:4, 4:6, 7:6     |
| 1985 | Pavel Složil Tomáš Šmíd               | Kevin Curren Steve Denton             | 1:6, 6:3, 6:4     |
| 1984 | Fritz Buehning Peter Fleming          | Heinz Günthardt Tomáš Šmíd            | 6:3, 6:0          |
| 1983 | Peter McNamara Paul McNamee           | Tim Gullikson Tom Gullikson           | 6:3, 5:7, 6:4     |
| 1982 | Kevin Curren Steve Denton             | John McEnroe Peter Fleming            | 7:6, 4:6, 6:2     |
| 1981 | Gene Mayer Sandy Mayer                | Mike Cahill Tom Gullikson             | 7:6, 6:7, 7:6     |
| 1980 | John McEnroe Brian Gottfried          | Rod Frawley Tomáš Šmíd                | 6:3, 6:7, 7:6     |
| 1979 | Tom Okker Wojciech Fibak              | Frew McMillan Dick Stockton           | 6:4, 6:4          |
| 1978 | Brian Gottfried Raúl Ramírez          | Phil Dent John Newcombe               | 3:6, 7:6, 6:2     |
| 1977 | Sherwood Stewart Fred McNair          | Robert Lutz Stan Smith                | 4:6, 7:6, 7:6     |
| 1976 | Vijay Amritraj Anand Amritraj         | Marty Riessen Roscoe Tanner           | 6:3, 6:4          |
| 1975 | Dick Stockton Erik van Dillen         | Mark Cox Cliff Drysdale               | 1:6, 7:5, 6:4     |

### gra podwójna kobiet
| Rok  | Zwyciężczynie                          | Finalistki                                | Wynik          |
| 2013 | Kristina Mladenovic Galina Woskobojewa | Sofia Arvidsson Johanna Larsson           | 7:6(5), 6:3    |
| 2012 | Andrea Hlaváčková Lucie Hradecká       | Wiera Duszewina Wolha Hawarcowa           | 6:3, 6:4       |
| 2011 | Wolha Hawarcowa Ałła Kudriawcewa       | Andrea Hlaváčková Lucie Hradecká          | 6:3, 4:6, 10–8 |
| 2010 | Vania King Michaëlla Krajicek          | Bethanie Mattek-Sands Meghann Shaughnessy | 7:5, 6:2       |
| 2009 | Wiktoryja Azaranka Caroline Wozniacki  | Juliana Fedak Michaëlla Krajicek          | 6:1, 7:6(2)    |
| 2008 | Lindsay Davenport Lisa Raymond         | Angela Haynes Mashona Washington          | 6:3, 6:1       |
| 2007 | Nicole Pratt Bryanne Stewart           | Jarmila Gajdošová Akiko Morigami          | 7:5, 4:6, 10–5 |
| 2006 | Lisa Raymond Samantha Stosur           | Wiktoryja Azaranka Caroline Wozniacki     | 7:6(2), 6:3    |
| 2005 | Miho Saeki Yuka Yoshida                | Laura Granville Abigail Spears            | 6:3, 6:4       |
| 2004 | Åsa Svensson Meilen Tu                 | Marija Szarapowa Wiera Zwonariowa         | 6:4, 7:6(0)    |
| 2003 | Akiko Morigami Saori Obata             | Alina Żydkowa Bryanne Stewart             | 6:1, 6:1       |
| 2002 | Ai Sugiyama Ołena Tatarkowa            | Melissa Middleton Brie Rippner            | 6:4, 2:6, 6:0  |